# Малорусија
Појам Малорусија (рус. Малороссия, укр. Малоросія), односно Мала Русија (рус. Малая Русь, укр. Мала Русь, лат. Russia Minor), је старински хороним (обласни назив), који је током раније историје употребљаван за именовање разних источнословенских области. Појам се јавља почетком 14. века, као назив за подручја у саставу тадашње Галичко-волинске државе. Након 15. века, просторни опсег појма се шири према источним областима, тако да у 18. веку већ увелико обухвата готово целокупно подручје данашње Украјине. У царској Русији, појам је употребљаван све до 1917. године, као званични назив за разна југозападна подручја, чији су становници у то време означавани као Малоруси.
Након Фебруарске револуције (1917) и стварања аутономне, а потом и независне Украјине (1918), појам је потиснут из шире употребе.